# Люба Аличич
Любомир Аличич, известен със сценичното си име Люба Аличич, е сръбски фолк певец. Кариерата му продължава повече от пет десетилетия. Най-големият му хит е сингълът от 2003 г. „Ciganin sam, al' najlepši“.

## Биография
Люба Аличич е роден на 2 ноември 1955 г. в Шабац, Сърбия.
От малък има проблеми с баща си, който е сприхав и често го бие.
Напуска училище в пети клас и избяга от къщи. На 12 години решава да се посвети на най-голямата си любов - музиката. 
Пял е по сватби, а първата заплата изкарва в бар "Код Мехмеда и Лиле".

## Личен живот
Освен музиката Люба обича футбола, през 2011 година той става основен член на Футболния клуб Борац от Чачак. Грижи се за всички служители да получават редовно заплатите и те празнуват победите с неговите песни. Почти всички футболисти са аматьори, но бързо напредват и записват добри резултати. 
В интернет се носят слухове, че Люба Аличич е циганин, но той отрича това в интервю за телевизия Pink.
Тъй като синът му Деян не успява да се отзове на сцената, те записват заедно дует. Обаче не остават в добри отношения. Люба заявява, че Деян е безделник и не иска да говори с него, а Деян твърди, че мащехата му пречи да бъде в добри отношения с баща си.
Твърди, че има достатъчно работа и не се нуждае от подкрепата на политически партии. Концертира предимно в Германия и Австрия, на сватби, кръщенета и други тържества. В кариерата си записва песни, които се слушат и съжалява, че е пропуснал хитовете Nema, nema dijamante и Neke ptice nikad ne polete. Иска да записва само народна музика, а не като много негови колеги да рапира и да смесва фолк музиката с техно, хаус и т. н.